# Dimidiochromis
Dimidiochromis és un gènere de peixos pertanyent a la família dels cíclids.

## Alimentació
Mengen peixets.

## Distribució geogràfica
Es troba a l'Àfrica oriental: el llac Malawi.

## Taxonomia
- Dimidiochromis compressiceps (Boulenger, 1908)[6]
- Dimidiochromis dimidiatus (Günther, 1864)[7]
- Dimidiochromis kiwinge (Ahl, 1926)[8]
- Dimidiochromis strigatus (Regan, 1922)[9][10][11][12][13][14][15]